# Cesare Boldorini
Cesare Boldorini (1888) è stato un calciatore italiano di ruolo difensore. Era conosciuto con il soprannome di Buldura.

## Biografia
Nato nel 1888, quando nel 1915 l'Italia entrò nella Grande Guerra, Boldorini partì per il fronte come soldato nella Compagnia Automobilisti.

## Carriera
Fu dal 1908 al 1915 calciatore dell'US Milanese. Ottenne con il club bianconero due secondi posti nelle stagioni 1908 e 1909.